# المعهد القومي للمعايرة (مصر)
المعهد القومي للمعايرة
(بالإنجليزية:  National Institute of Standards - NIS)‏ هو معهد حكومي بحثي مصري يتبع وزارة البحث العلمي.

## القرارات المنظمة
- قرار رئيس الجمهورية رقم 2617 لسنة 1971: بتنظيم أكاديمية البحث العلمى والتكنولوجيا ونقل تبعية المعهد القومي للقياس والمعايرة للأكاديمية ويكون لرئيس الأكاديمية السلطات التي كانت مخولة لوزير البحث العلمي.[3]
- قرار رئيس الجمهورية رقم 547 لسنة 1976: بتعديل اسم المعهد القومي للقياس والمعايرة الى المعهد القومي للمعايرة وتحديد اختصاصاته.[4]
- قرار رئيس الجمهورية رقم 433 لسنة 1986: في شأن تنظيم المعهد القومي للمعايرة.[5]
- قرار رئيس الجمهورية رقم 378 لسنة 1998: بشأن إعادة تنظيم المجلس الأعلى لمراكز ومعاهد البحوث بقطاع البحث العلمي وتعديل اسمه إلى مجلس المراكز والمعاهد والهيئات البحثية التابعة لوزير الدولة لشئون البحث العلمي.[6]
- قرار رئيس الجمهورية رقم 417 لسنة 2021: بإصدار اللائحة التنفيذية للمعهد القومي للمعايرة.[7]

## اختصاصات المعهد
- إنشاء وتحقيق وحفظ وتطوير المعايير القومية للقياسات الفيزيقية والعمل علي استمرار إسنادها ومطابقتها للمعايير الدولية بحيث تكون صالحة دائما لاستخدامها في اغراض القياس والمعايرة.
- الحفاظ علي المستوي القومي للقياس والمعايرة والتدريب والاستشارات وإنشاء الآليات الضرورية لتقديم خدمات المعهد ضمن هذا النظام الي مختلف الجهات بما يحقق الإسناد المترولوجي.
- إجراء البحوث علي مستوي المحلي والدولي في مجال علوم تكنولوجيات القياس والمعايرة القومية والارتقاء بدقة القياس طبقا للمتطلبات الدولية.
- إنتاج المواد العيارية المرجعية ومعايير القياس وإمداد قطاعات الإنتاج والخدمات بها.
- تحديد وبث الوقت والاشارات العيارية للتردد علي المستوي القومي بالتعاون مع الجهات المعنية.
- إجراء الدراسات والبحوث لتعيين وقياس الخواص الفيزيقية للخدمات والمواد الهندسية .
- إبداء المشورة والتعاون مع الجهات الحكومية والهيئات العلمية والصناعية والخدمية فيما يتعلق بمعايير القياس واستخدامها وإسنادها للمعايير القومية للقياسات الفيزيقية وما يدخل في اختصاص المعهد من انشطة .
- تمثيل الدولة لدي المكتب الدولي للمقاييس والموازين والاشتراك في برامج المقارنات الدولية التي تقوم بها لجانه المتخصصة ولدي الهيئات الدولية والإقليمية بمجالات نشاطه بالتنسيق مع الجهات المعنية.